# Deuteragenia bokhaica
Deuteragenia bokhaica (лат.) — вид дорожных ос (Pompilidae).

## Распространение
Палеарктика: Россия, Дальний Восток (Приморский край, Лазовский  заповедник, Уссурийский  заповедник).

## Описание
Длина тела самок 5,2—6,7 мм, самцов — 4,5—6,8 мм. Основная окраска тела чёрная (ноги и усики светлее). Гнездится в сухих деревьях в хвойно-широколиственных лесах. Лёт отмечен в августе и сентябре. Предположительно, как и другие виды своего рода охотятся на пауков